# Amram ben Scheschna
Amram ben Scheschna, även Amram bar Sheshna eller Amram Gaon, död omkring 875, var en judisk teolog och ledare, gaon, för den judiska akademin i Sura söder om Bagdad cirka 853–871. Han är berömd för sina responsa, svar på frågor från församlingar kring uttolkningar av den judiska lagen eller läran. Huvudverket är ett svar på en fråga från en församling i Spanien, vilket utgör den äldsta nedskrivna ordningen för judisk liturgi, Seder Rav Amram, som fick grundläggande betydelse för utvecklingen av såväl sefardisk som ashkenasisk gudstjänstordning.